# Ursula Spuler-Stegemann
Ursula Spuler-Stegemann (* 1939 in Mannheim) ist eine deutsche Turkologin, Autorin und Professorin mit dem Schwerpunkt Islam in der Gegenwart.

## Leben
Ursula Spuler-Stegemann machte ihr Abitur 1958 auf dem Karl-Friedrich-Gymnasium Mannheim und studierte anschließend Orientalistik, Vergleichende Religionswissenschaft, Semitistik und Germanistik. Mit einer literarhistorischen Studie über Das türkische Drama der Gegenwart wurde sie 1967 an der Universität Bonn zum Dr. phil. promoviert. Sie lehrte an der Philipps-Universität Marburg ab 1976 als Lehrbeauftragte für Türkisch und ab 1982 für Religionsgeschichte. 1995 wurde sie zur Honorarprofessorin für Religionsgeschichte (mit dem Schwerpunkt Islam) am Fachbereich Evangelische Theologie ernannt. Sie kann auf zahlreiche Studien- und Forschungsaufenthalte in verschiedenen islamischen Ländern zurückblicken und ist als Beraterin zahlreicher politischer Institutionen gefragt. Sie gehörte der Ökumenischen Kammer der Landeskirche Kurhessen-Waldeck an. Spuler-Stegemann war mit dem Theologen Hartmut Stegemann verheiratet.
Der Orientalist Bertold Spuler war ihr Großonkel.

## Schriften
- Die 101 wichtigsten Fragen zum Islam. C. H. Beck, München 2007, ISBN 978-3-406-51111-0.
- Hrsg.: Feindbild Christentum im Islam. Eine Bestandsaufnahme. Herder, Freiburg 2004, ISBN 3-451-05437-X.
- mit Christine Schirrmacher: Frauen und die Scharia. Die Menschenrechte im Islam. Hugendubel Verlag, München 2004, ISBN 3-72052527-9.
- Muslime in Deutschland. Informationen und Klärungen. Herder, Freiburg im Breisgau u. a. 2002, ISBN 3-451-05245-8 (Herder-Spektrum 5245).
- Das türkische Drama der Gegenwart. Eine literaturhistorische Studie. In: Die Welt des Islams. NS 11, 1968, ISSN 0043-2539, S. 1–219 (Auch Sonderdruck).
- Nurculuk. Die Bewegung des Bediüzzaman Said Nursi in der modernen Türkei. In: Studien zum Minderheitenproblem im Islam. 1, ZDB-ID 2206413-8 = Bonner Orientalische Studien. NS 27, 1, ISSN 0340-6377, S. 100–183.
- Nurculuk. Eine moderne islamische Bewegung. In: Wolfgang Voigt (Hrsg.): XIX. Deutscher Orientalistentag. Vorträge. Steiner, Wiesbaden 1977, S. 1246–1252 (Zeitschrift der Deutschen Morgenländischen Gesellschaft. Supplement 3, 2, ZDB-ID 201433-6).
- Zur Organisationsstruktur der Nurculuk-Bewegung. In: Hans R. Roemer, Albrecht Noth (Hrsg.): Studien zur Geschichte und Kultur des Vorderen Orients. Festschrift für Bertold Spuler zum siebzigsten Geburtstag. Brill, Leiden 1981, S. 423–442.